# Edifício do Parlamento Escocês

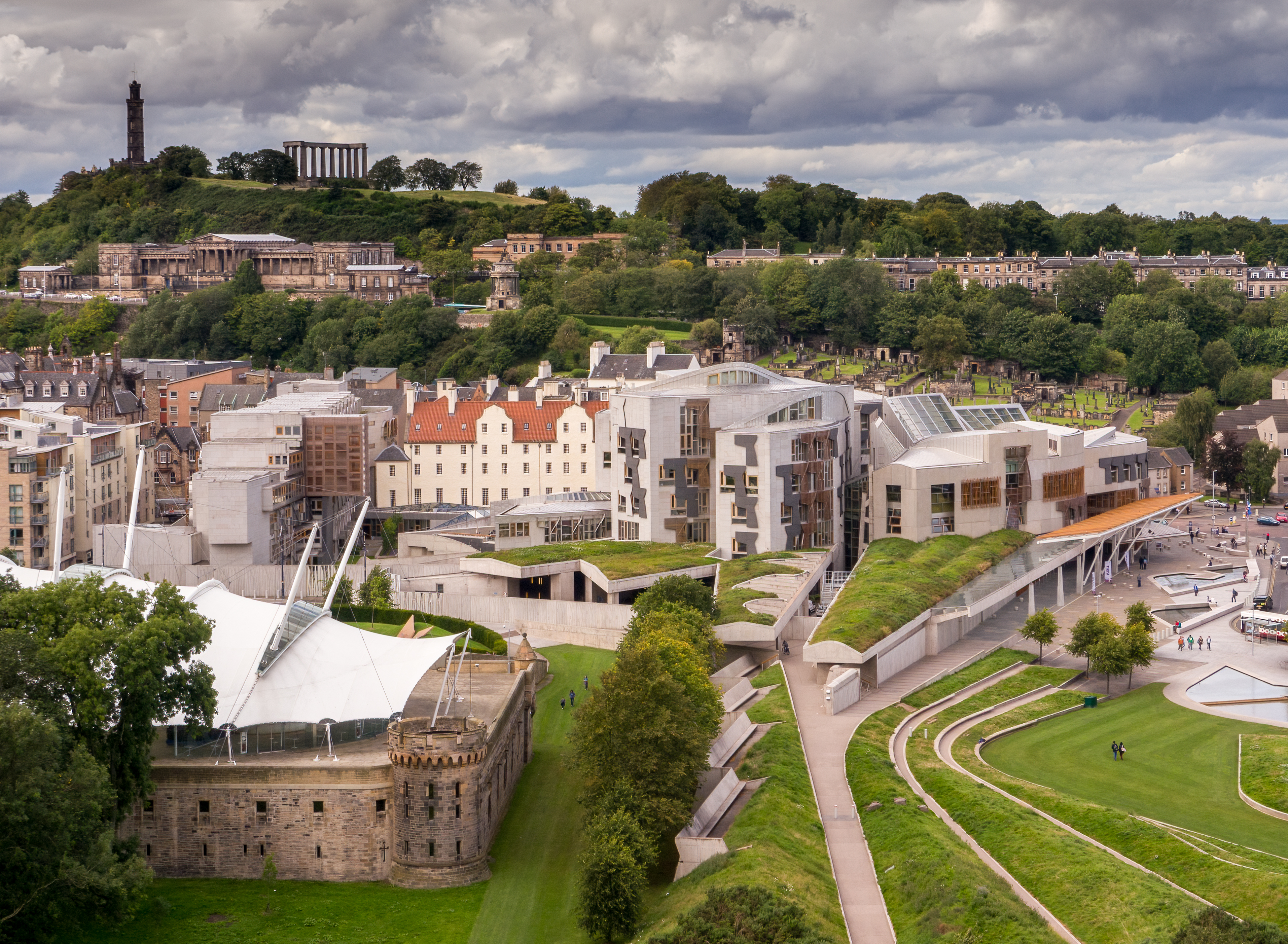
Vista geral do novo Prédio do Parlamento Escocês.

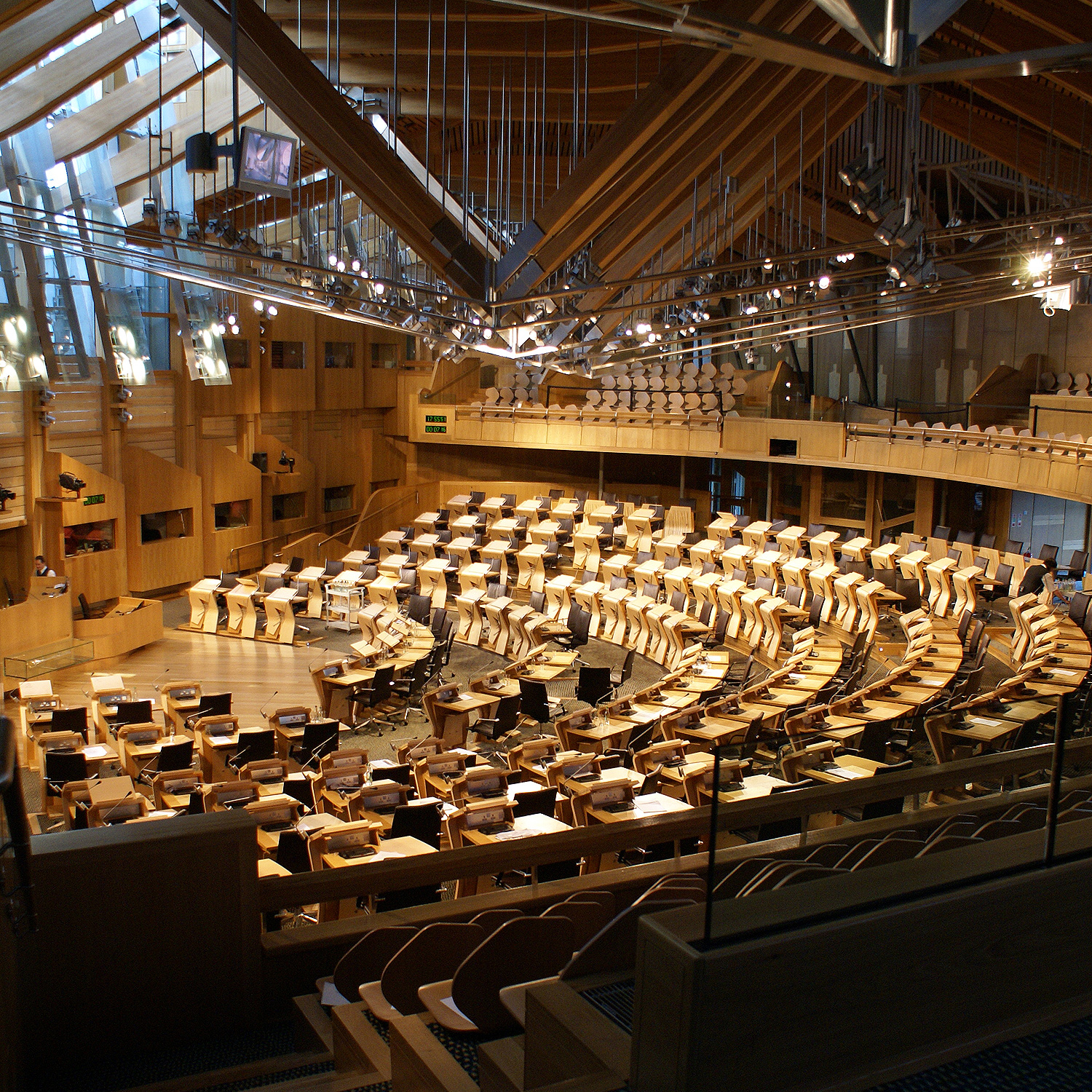
Parlamento Escocês, Holyrood

O edifício do Parlamento Escocês é a sede do Parlamento Escocês localizado no centro de Edimburgo. A construção do edifício começou em junho de 1999 e os deputados do parlamento escocês realizaram sua primeira reunião no novo prédio em 7 de setembro de 2004. A abertura formal foi realizada na presença da Rainha Isabel II do Reino Unido. Enric Miralles, o arquiteto espanhol responsável pelo edifício, morreu antes da sua conclusão.